# Izera (Automarke)
Izera war eine Automarke, die 2016 vom polnischen Konzern Electro Mobility Poland (EMP) gegründet wurde. 2020 wurden die ersten beiden vollelektrischen Modelle präsentiert, 2024 entschied man sich jedoch zur Einstellung des Projekts.

## Geschichte
EMP ist ein Zusammenschluss mehrerer staatlicher Energieunternehmen aus Polen. Der Name der Automarke war inspiriert von der Iser (polnisch „Izera“), einem Nebenfluss der Elbe im tschechisch-polnischen Grenzgebiet und sollte für einen hohen internationalen Wiedererkennungswert sorgen. Die Produktion der ersten beiden Elektromodelle, T100 (eine Schräghecklimousine) und Z100 (ein SUV), sollte voraussichtlich im dritten Quartal 2023 beginnen. Für das Design zeichnete das italienische Unternehmen Torino Design verantwortlich. Mit Tadeusz Jelec war auch ein langjähriger Designer von Jaguar involviert. Das neue Werk sollte in Jaworzno in der Woiwodschaft Schlesien errichtet werden und für rund 3000 neue Arbeitsplätze sorgen. Im September 2023 wurde ein Audit der staatlichen Kontrollorganisation NIK (Najwyższa Izba Kontroli) veröffentlicht, nach dem das Projekt nur vier Prozent der bis zu diesem Zeitpunkt geplanten Ziele erreicht hatte.
Am 17. Dezember 2024 kündigte die polnische Regierung die Einstellung des Projekts und damit die Auflösung der Automarke an.

## Modelle
Beide Modelle waren als erschwingliche, familienfreundliche und praktische Fahrzeuge ausgelegt. Sie sollten über alle klassenüblichen Ausstattungsmerkmale verfügen. Bei den technischen Daten wurden nur wenige Informationen veröffentlicht. So sollten beide Fahrzeuge über 400 km Reichweite verfügen und in weniger als 8 Sekunden auf 100 km/h beschleunigen, wobei die Höchstgeschwindigkeit bei 160 km/h erreicht sein sollte. Ebenso sollten Allradversionen verfügbar sein. Zwar sollten Elemente wie die Karosseriplattform, die Akkus und die Elektromotoren zusammen mit Lizenzen zugekauft werden, letztlich sollten jedoch 60 Prozent der Teile im Inland hergestellt werden.